# Tankosić
Dardania (en albanais : Dardani , Dardania ; et Tankosić en serbe latin (en serbe cyrillique : Танкосић) est une localité du Kosovo située dans la commune de Ferizaj.
District de Ferizaj, la localité avait, selon le recensement kosovar de 2011, 2 096 habitants.

## Démographie

### Évolution historique de la population dans la localité
| 1948 | 1953 | 1961 | 1971 | 1981 | 1991 | 2011  |
| ---- | ---- | ---- | ---- | ---- | ---- | ----- |
| 669  | 740  | 758  | 720  | 849  | 990  | 2 096 |

|  |

### Répartition de la population par nationalités (2011)
En 2011, les Albanais représentaient 98,95 % de la population.